# Diocesi di Riobamba
La diocesi di Riobamba (in latino: Dioecesis Rivibambensis) è una sede della Chiesa cattolica in Ecuador suffraganea dell'arcidiocesi di Quito. Nel 2022 contava 501.083 battezzati su 538.773 abitanti. È retta dal vescovo José Bolivar Piedra Aguirre.

## Territorio
La diocesi comprende la provincia del Chimborazo, in Ecuador.
Sede vescovile è la città di Riobamba, dove si trova la cattedrale di San Pietro.
Il territorio è suddiviso in 56 parrocchie.

## Storia
La diocesi di Bolívar fu eretta il 29 dicembre 1862, ricavandone il territorio dall'arcidiocesi di Quito.
Il 25 agosto 1955 ha assunto il nome attuale.
Il 29 dicembre 1957 in forza del decreto Maiori animarum della Congregazione Concistoriale ha esteso la sua giurisdizione al territorio corrispondente ai cantoni di Alausí e Chunchi, in precedenza soggetto all'arcidiocesi di Cuenca. Lo stesso giorno ha ceduto una porzione del suo territorio a vantaggio dell'erezione della diocesi di Guaranda.

## Cronotassi dei vescovi
Si omettono i periodi di sede vacante non superiori ai 2 anni o non storicamente accertati.
- José Ignacio Ordóñez † (1862 - 3 luglio 1882 nominato arcivescovo di Quito)
  - Sede vacante (1882-1884)
- Arsenio Andrade y Landázuri † (13 novembre 1884 - 14 ottobre 1905 deceduto)
  - Sede vacante (1905-1907)
- Andrés Machado, S.I. † (16 novembre 1907 - 26 aprile 1916 nominato vescovo di Guayaquil)
- Ulpiano María Pérez y Quiñones † (7 dicembre 1916 - 27 dicembre 1918 deceduto)
- Carlos María Javier de la Torre † (21 agosto 1919 - 20 dicembre 1926 nominato vescovo di Guayaquil)
  - Sede vacante (1926-1930)
- Alberto María Ordóñez Crespo † (5 dicembre 1930 - 7 gennaio 1954 deceduto)
- Leonidas Eduardo Proaño Villalba † (18 marzo 1954 - 20 marzo 1985 ritirato)
  - Sede vacante (1985-1987)
- Victor Alejandro Corral Mantilla (4 settembre 1987 - 28 febbraio 2011 ritirato)
- Julio Parrilla Díaz (12 gennaio 2013 - 28 aprile 2021 ritirato)
- José Bolivar Piedra Aguirre, dal 21 settembre 2022[2]

## Statistiche
La diocesi nel 2022 su una popolazione di 538.773 persone contava 501.083 battezzati, corrispondenti al 93,0% del totale.
| anno | popolazione | popolazione | popolazione | presbiteri | presbiteri | presbiteri | presbiteri                | diaconi | religiosi | religiosi | parrocchie |
| anno | battezzati  | totale      | %           | numero     | secolari   | regolari   | battezzati per presbitero | diaconi | uomini    | donne     | parrocchie |
| ---- | ----------- | ----------- | ----------- | ---------- | ---------- | ---------- | ------------------------- | ------- | --------- | --------- | ---------- |
| 1950 | 373.000     | 374.000     | 99,7        | 94         | 54         | 40         | 3.968                     |         | 38        | 140       | 40         |
| 1964 | 304.000     | 304.200     | 99,9        | 92         | 55         | 37         | 3.304                     |         | 52        | 219       | 38         |
| 1968 | ?           | 352.283     | ?           | 91         | 60         | 31         | ?                         |         | 60        | 216       | 38         |
| 1976 | 400.000     | 400.000     | 100,0       | 40         | 40         |            | 10.000                    | 1       | 9         | 143       | 41         |
| 1980 | 417.000     | 457.000     | 91,2        | 44         | 44         |            | 9.477                     |         | 7         | 125       | 45         |
| 1990 | 562.000     | 607.000     | 92,6        | 53         | 38         | 15         | 10.603                    |         | 17        | 165       | 46         |
| 1999 | 360.000     | 400.000     | 90,0        | 63         | 41         | 22         | 5.714                     | 3       | 29        | 200       | 48         |
| 2000 | 280.000     | 422.676     | 66,2        | 67         | 41         | 26         | 4.179                     | 4       | 33        | 220       | 52         |
| 2001 | 330.000     | 500.000     | 66,0        | 67         | 40         | 27         | 4.925                     | 4       | 34        | 184       | 52         |
| 2002 | 330.000     | 500.000     | 66,0        | 67         | 40         | 27         | 4.925                     |         | 34        | 184       | 52         |
| 2003 | 330.000     | 403.185     | 81,8        | 67         | 40         | 27         | 4.925                     | 5       | 34        | 184       | 52         |
| 2004 | 330.000     | 403.185     | 81,8        | 67         | 40         | 27         | 4.925                     | 5       | 34        | 184       | 52         |
| 2010 | 399.000     | 510.000     | 78,2        | 79         | 52         | 27         | 5.050                     | 7       | 34        | 184       | 56         |
| 2014 | 425.000     | 542.000     | 78,4        | 83         | 52         | 31         | 5.120                     | 8       | 38        | 101       | 54         |
| 2017 | 585.000     | 621.000     | 94,2        | 82         | 54         | 28         | 7.134                     | 8       | 44        | 98        | 54         |
| 2020 | 487.342     | 524.004     | 93,0        | 92         | 57         | 35         | 5.297                     | 8       | 41        | 151       | 55         |
| 2022 | 501.083     | 538.773     | 93,0        | 86         | 57         | 29         | 5.826                     | 8       | 35        | 108       | 56         |